# Jan Wils
Jan Wils (22. února 1891 Alkmaar – 11. února 1972 Voorburg) byl nizozemský architekt. Spolu s Pietem Mondrianem a Theo van Doesburgem založil modernistické hnutí De Stijl. K jeho dílům patří amsterdamský olympijský stadion (konaly se na něm Letní olympijské hry 1928, na kterých Wils dostal zlatou medaili v umělecké soutěži) a obytný komplex Papaverhof v Haagu, zařazený na seznam národních kulturních památek Rijksmonument.

## Galerie

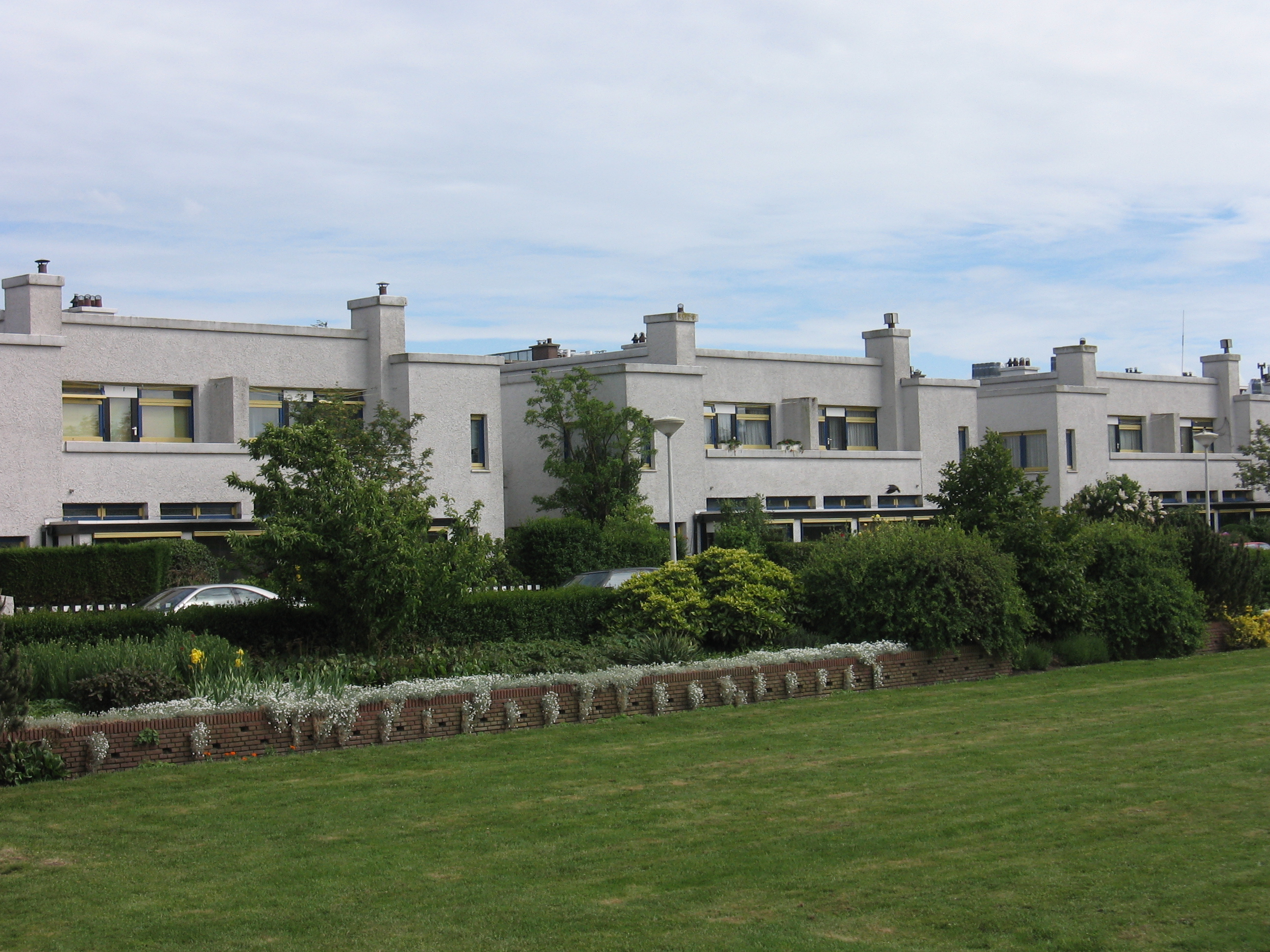
Papaverhof
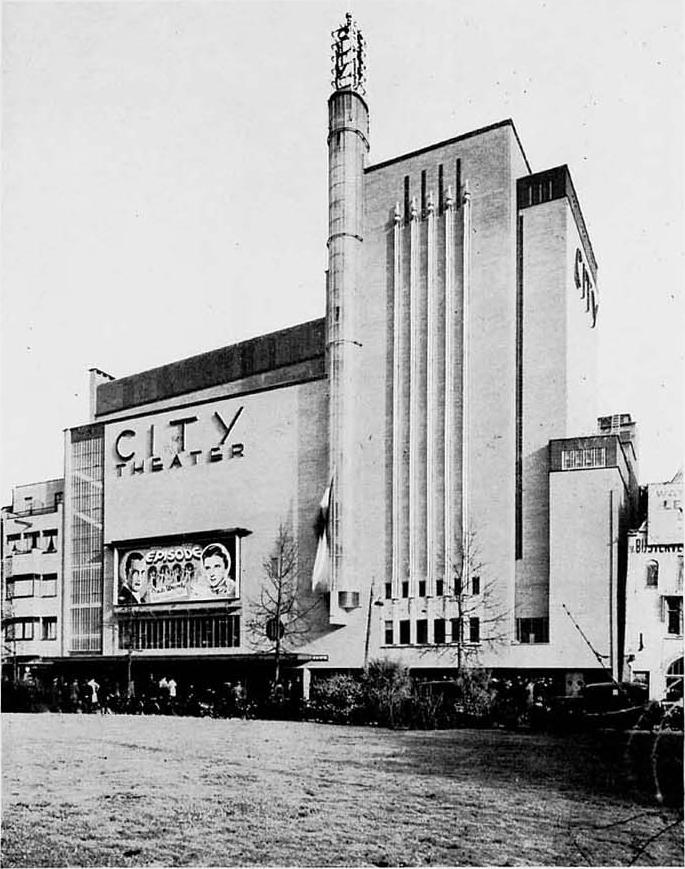
Městské divadlo v Amsterdamu
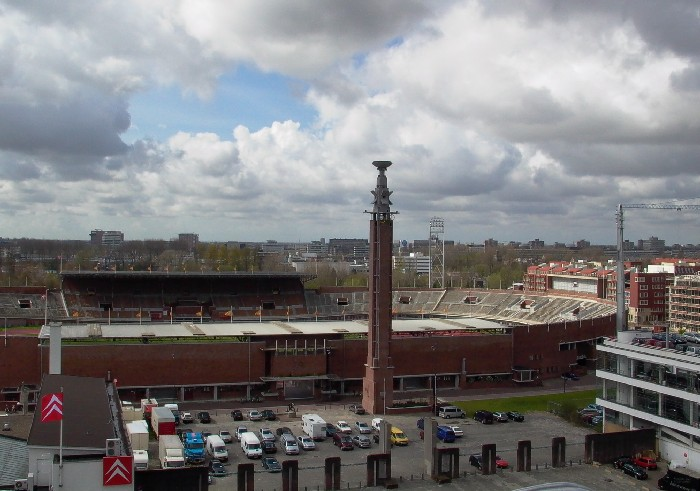
Olympijský stadion
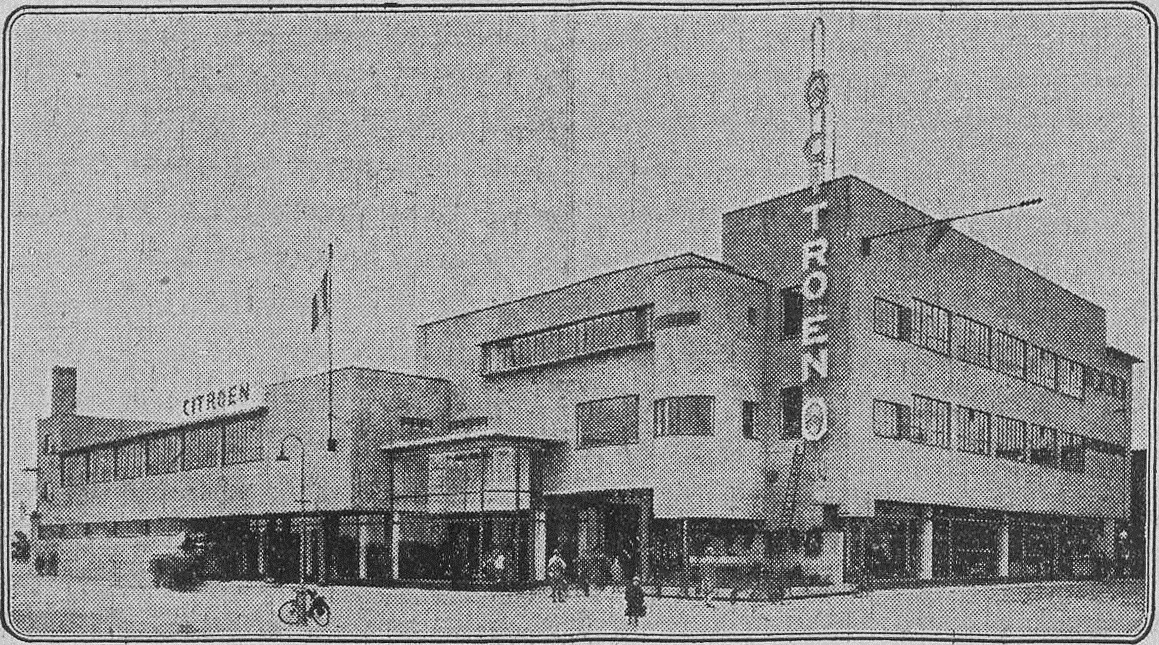
Amsterdamská pobočka firmy Citroën